# 日産・キューブキュービック
キューブ キュービック（キューブ3、cube3、cube cubic）は、日産自動車でかつて製造・発売されていたコンパクトミニバン型乗用車。

## 沿革
2003年9月3日、Z11型キューブのホイールベースを延長した派生車種として登場。目標月間販売台数は3,500台。搭載するエンジンは直列4気筒DOHC CR14DE型のみ。4速ATとマニュアルモード付6段変速CVTを組合わせる。1,400ccという排気量ながら3列シート、7人乗りが話題を呼んだ。外観でキューブと見分けられる部分は、フロントグリルとリアエンブレムと微妙に長いリアドア位しかない。
2003年10月、第37回東京モーターショーにコンランとのコラボレーションモデル「キューブキュービック+コンラン&パートナーズ (cube3+Conran & Partners) 」を出展。
2003年12月9日、オーテックジャパンの手によるSUVテイストを持たせた特別仕様車「トラビス」を設定。
2004年5月17日、7月末までの期間限定車「キューブキュービック プラス コンラン」（生産計画台数1,000台）、および特別仕様車「SX Limited」「EX Limited」を発売。「キューブキュービック プラス コンラン」は発売後2週間で生産計画台数に到達し、5月末で注文を締め切った。
2004年8月23日、専用フロントグリル、フロントバンパーを装備した「Agiactive（アジャクティブ）」を追加。同日、プラズマクラスターイオンエアコンを全車にオプション設定。
2004年12月1日、特別仕様車「MD/CDセレクション」を発売。
2005年1月20日、「ライダー」「トラビス」に期間限定車「HDDナビエディション」を追加。
2005年5月24日、マイナーチェンジ。CR14DEに加えて、ティーダやノートに搭載されているHR15DEエンジン搭載モデル、e-4WD車が追加され、フロントグリルのウインカーは、正方形から丸型に変更された。また、グレード体系の見直しが行われ、アジャクティブはRSおよびRXとなり、フロントグリルのウインカーの形状は変更されなかった。
変速機については、CR14DE搭載車に電子制御4速オートマチックE-ATx、HR15DE搭載車にはエクストロニックCVTが搭載されることとなり、従来設定されていた6速マニュアルモードは落とされた。また、キューブに搭載されており、キュービックには設定されていなかったe-4WDが、HR15DE搭載車に設定された。4WD車のミッションはE-ATx。
2006年1月24日、インテリジェントキー、オートライトシステム、フォグランプ、本革巻ステアリングを装備した特別仕様車「Vセレクション」を発売。
2007年1月17日、マイナーチェンジ。RS/RXを除き、フロントグリルとヘッドランプのデザインがキューブと同じものに変更される。また、LED式リヤコンビランプも採用される。特別仕様車「Plus navi next」を設定。
2007年6月5日、特別仕様車「Plus navi HDD」を発売。同日、「アンシャンテ」に新開発のスライドアップシートを搭載。
2008年8月、報道機関に対し同車をベースとした電気自動車実験車両が公開される。80kWの新開発モーターとインバーターシステムがフロントのボンネット内に搭載され、ラミネート型リチウムイオンバッテリーを床下に配置した。なお、このリチウムイオンバッテリーは、日産とNECの合弁会社のオートモーティブエナジーサプライが製造する。
2008年11月19日、キューブがZ12型へモデルチェンジしたがキュービックはモデルチェンジされずモデル廃止。これにより日産のラインアップからコンパクトミニバンが消滅した。これにより、同社最小のミニバンはB30型ラフェスタ（～2012年5月）となった（その後NV200バネット（ワゴン）が同社最小のミニバンとなる）。

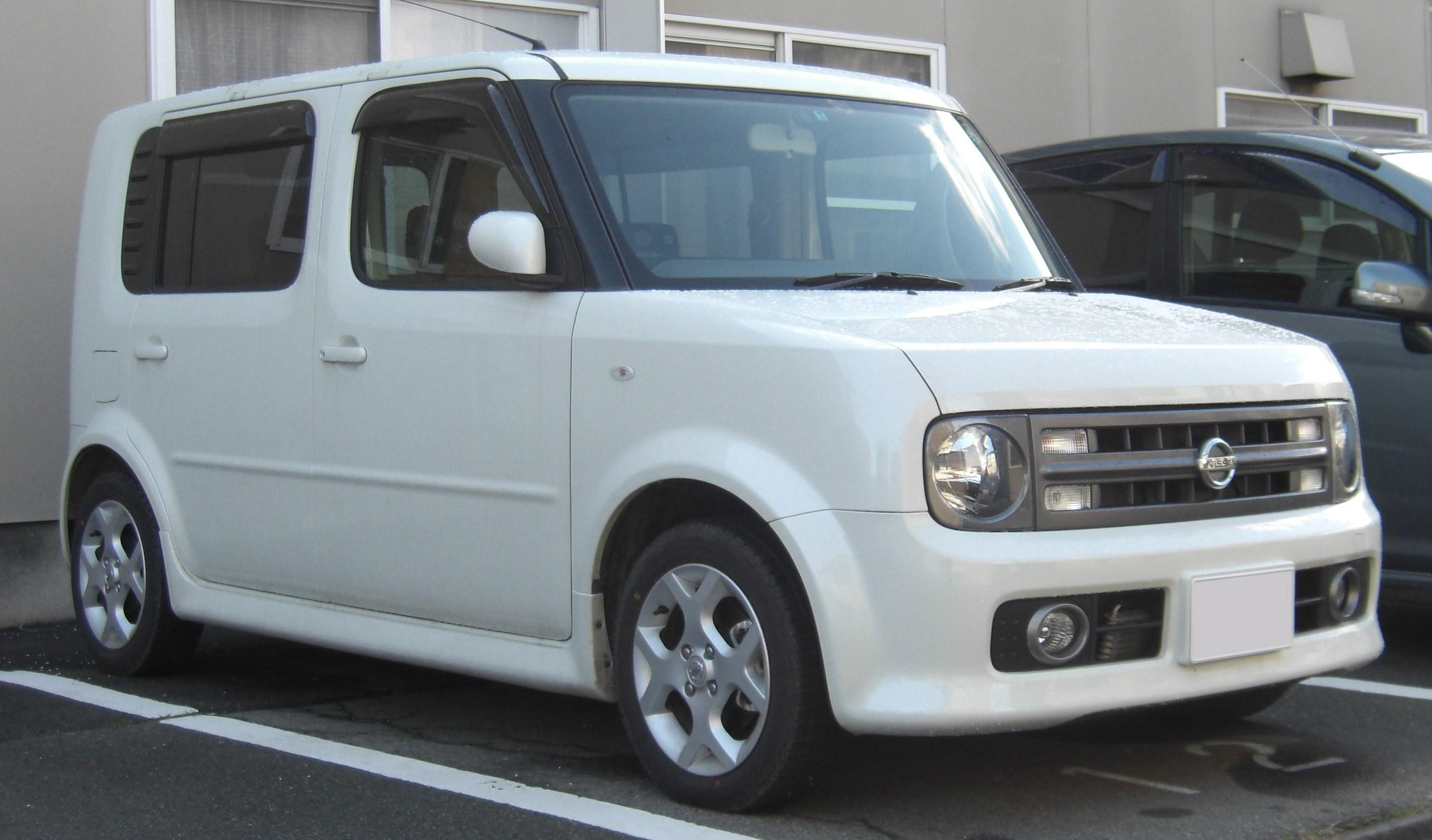
RS/RX
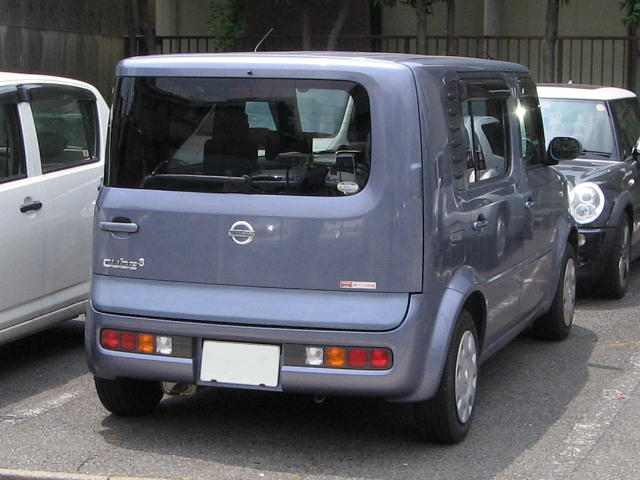
前期型リア（2003年9月 - 2005年5月）

## 車名の由来
キューブより更にスペース効率を進化させるという意味で、「3」は「立方体」や「3列シート」の意味を表す。